# San Isidro, Tuzantán
San Isidro är en ort i Mexiko.   Den ligger i kommunen Tuzantán och delstaten Chiapas, i den sydöstra delen av landet, 900 km sydost om huvudstaden Mexico City. San Isidro ligger 79 meter över havet och antalet invånare är 177.
Terrängen runt San Isidro är varierad. Runt San Isidro är det ganska tätbefolkat, med 207 invånare per kvadratkilometer. Närmaste större samhälle är Huixtla, 6,1 km väster om San Isidro. I omgivningarna runt San Isidro växer i huvudsak städsegrön lövskog.